# Propaganda del fatto

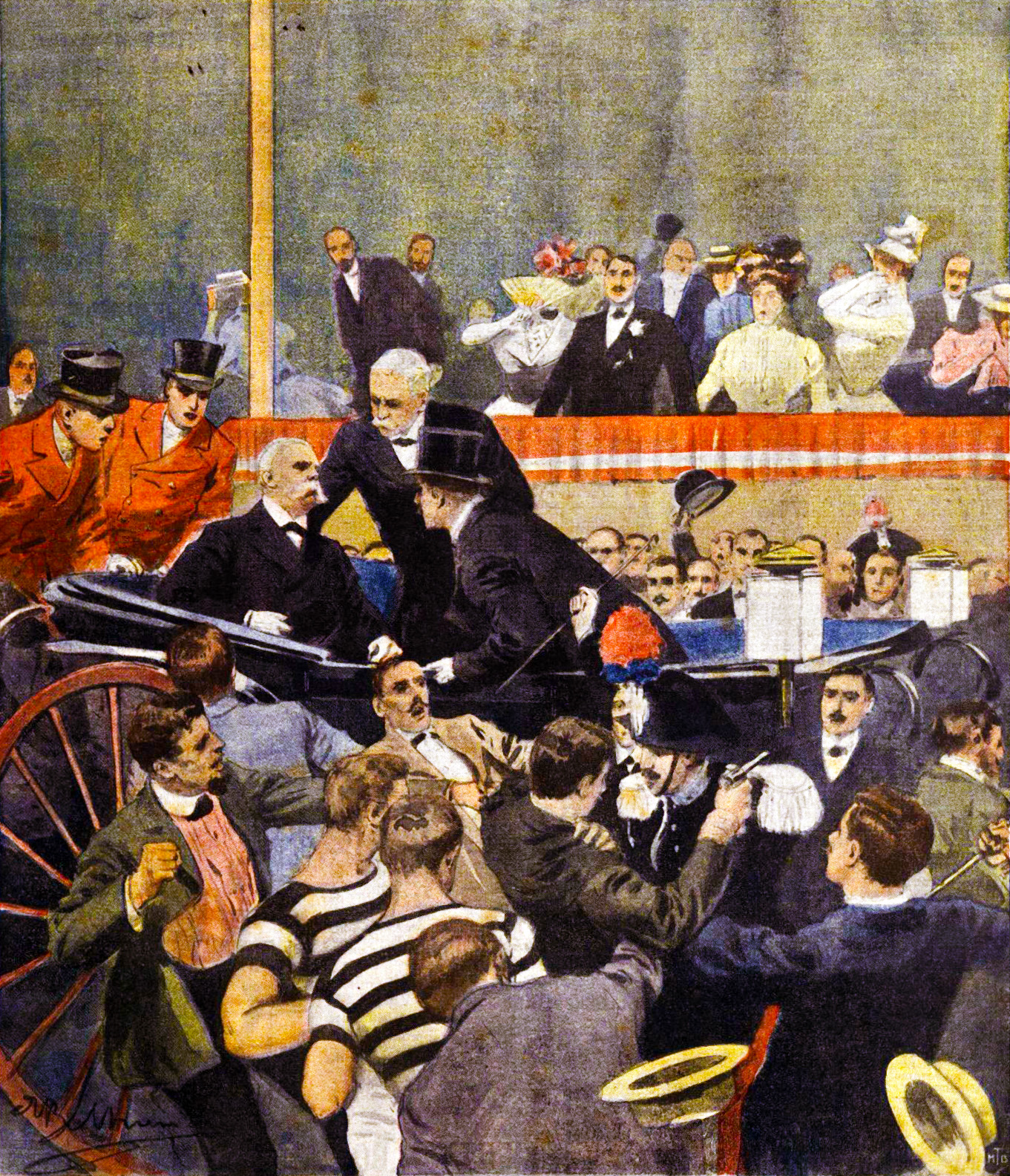
L'assassinio del re Umberto I di Savoia ad opera dell'anarchico Gaetano Bresci nel 1900, uno dei più celebri episodi di azione diretta e propaganda del fatto

La propaganda del fatto, o propaganda col fatto, è una concezione tipica del movimento anarchico, storicamente concretizzatasi sia in tentativi insurrezionali (un esempio tipico è la cosiddetta Banda del Matese), sia in attentati individuali o collettivi contro sovrani, capi di Stato o altre importanti personalità, sia in atti terroristici.

## Premesse
La propaganda del fatto può imputarsi soprattutto all'azione di singoli, ma può anche, inteso come forma di lotta politica, essere accettato da organizzazioni strutturate.
Aspetto comune di questo fenomeno è tanto il movente quanto il metodo scelto. Obiettivo prediletto delle azioni anarchiche sono state e sono in primo luogo quelle persone che sono chiamate a rappresentare le istituzioni politiche e sociali del presente contingente nonché i luoghi simbolo delle stesse; conseguentemente oggetto di simili atti sono state molte personalità politiche ed istituzionali di spicco nonché luoghi di frequentazione borghese, come importanti ed esclusivi caffè e teatri, dato che la borghesia era e, in parte, ancora è considerata un'istituzione sociale consolidata, dunque, nell'ottica anarchico terroristica, da abbattere.

### Teorizzazione
L'espressione trova origine nella concezione di Carlo Pisacane secondo cui «profonda mia convinzione di essere la propaganda dell'idea una chimera e l'istruzione popolare un'assurdità. Le idee nascono dai fatti e non questi da quelle, e il popolo non sarà libero perché sarà istrutto, ma sarà ben tosto istrutto quando sarà libero» e nelle dichiarazioni di Errico Malatesta e Carlo Cafiero al congresso di Berna (1876) dell'Internazionale antiautoritaria: “La Federazione italiana crede che il fatto insurrezionale, destinato ad affermare con delle azioni il principio socialista, sia il mezzo di propaganda più efficace ed il solo che, senza ingannare e corrompere le masse, possa penetrare nei più profondi strati sociali ed attrarre le forze vive dell'umanità nella lotta che l'Internazionale sostiene”. Si tratta cioè di propagandare le idee anarchiche non solo con le parole ma soprattutto con l'esempio concreto che possa essere imitato dalle masse popolari.

Storicamente la propaganda del fatto si è concretizzata sia in tentativi insurrezionali (un esempio tipico è la cosiddetta Banda del Matese), sia in attentati individuali o collettivi contro sovrani, capi di Stato o altre importanti personalità, sia in atti terroristici.
La propaganda del fatto prevede quindi la possibilità di colpire i propri avversari ideologici veri o presunti, nonché i simboli del potere e altri obiettivi mediante il ricorso ad attentati terroristici e assassinii. Nell'ambito anarchico, tali azioni sono state giustificate sulla base delle idee dei rivoluzionari e filosofi anarchici Pëtr Kropotkin ed Errico Malatesta, i quali scrivevano in un'epoca in cui monarchie e dittature erano forme di stato comuni: essi tuttavia non vollero mai l'uso della violenza gratuito o indiscriminato, raccomandando che il fatto si sostituisse alla parola solo in casi estremi.
Nella pratica, dal XIX secolo ad oggi, ci sono stati molti attentati violenti, indicati comunemente con l'espressione "terrorismo anarchico", che si riferisce:
- alle organizzazioni anarchiche che praticano la lotta armata di matrice anarco-insurrezionalista;
- ai singoli attentatori che adducono come movente o tra i moventi delle loro azioni delittuose l'ideologia politica-rivoluzionaria anarcoinsurrezionalista o anarchica;
- agli attentati motivati o ispirati dal pensiero anarcoinsurrezionalista.

Nell'epoca contemporanea l'anarco-insurrezionalismo ha sfruttato internet per la formazione di strutture come quella degli Anarchici Informali: la rete ha infatti amplificato le possibilità di organizzazione e incontro di idee tra persone che in altri tempi sarebbero state tagliate fuori dai movimenti più moderati e ortodossi, permettendo agli esponenti dell'area spontaneista, individualista e autonoma del movimento, una risposta coordinata simile alla "propaganda del fatto" da usare come estrema ratio nella lotta libertaria contro il Potere autocrate.
Queste caratteristiche hanno comportato che, tanto sotto il profilo filosofico, quanto sotto quello politico e organizzativo, sia stato e sia l'individualismo a costituire il fattore determinante nelle azioni, e che spesso non vi sia e non vi sia stata una condivisione terminologica globalmente condivisa, al punto di veder inquadrare, tra i tanti, Gaetano Bresci e Felice Orsini, alternativamente come "terroristi", giustizieri o persino come patrioti.

### Contrasto
La propaganda del fatto, come fenomeno storico, origina nel XIX secolo e raggiunge una particolare intensità a cavallo tra Ottocento e Novecento, a causa del susseguirsi di numerosi attentati che fecero particolare scalpore.
Il 24 novembre 1898 a Palazzo Corsini a Roma si tenne la Conferenza per la difesa sociale contro gli anarchici, cui parteciparono 21 paesi, i quali, all'unanimità, stabilirono che l'anarchia non avrebbe dovuto essere considerata una dottrina politica e che gli attentati attuati dagli anarchici erano da punirsi come azioni criminali. Esse sarebbero state oggetto di potenziale estradizione.

## Casistica
Di seguito si descrivono i tentativi insurrezionali e gli attentati più noti, tanto quelli riusciti quanto quelli falliti, dei moltissimi avvenuti dal 1858 agli anni recenti.

### La spedizione di Carlo Pisacane

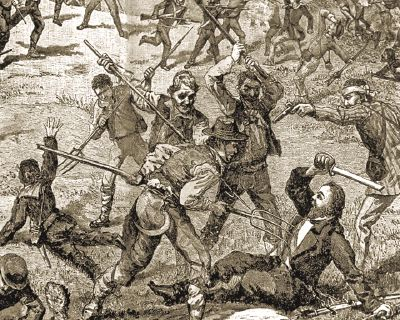
La morte di Carlo Pisacane, massacrato dai contadini di Sanza incitati dai filoborbonici

Il socialista libertario Carlo Pisacane, nel 1857 tentò la spedizione di Sapri, assieme ad alcuni patrioti mazziniani e molti detenuti liberati a Ponza, un'insurrezione nel Regno delle Due Sicilie, ma venne massacrato dai filo-borbonici. Nella propria ideologia, Pisacane riteneva indispensabile che la propaganda venisse fatta con l'azione di guerriglia, oltre che con la politica. Pisacane considerato il precursore in Italia di quella che sarebbe poi diventata la "propaganda del fatto", l'azione avanguardista che genera l'insurrezione, l'esempio che consente l'innesco per il propagarsi della necessaria rivoluzione sociale e da questo la necessità di impegnarsi fisicamente e attivamente nell'impresa rivoluzionaria.
Solo dopo aver liberato il popolo dalle sue necessità materiali si sarebbe potuto istruirlo ed educarlo per condurlo alla rivoluzione. Ribadiva ancora infatti nel suo testamento politico posto in appendice al Saggio sulla rivoluzione: «profonda mia convinzione di essere la propaganda dell'idea una chimera e l'istruzione popolare un'assurdità. Le idee nascono dai fatti e non questi da quelle, e il popolo non sarà libero perché sarà istrutto, ma sarà ben tosto istrutto quando sarà libero». Questo il senso del suo affermare che «L'Italia trionferà quando il contadino cangerà spontaneamente la marra con il fucile».
Nello stesso scritto, egli polemicamente sosteneva che «la dominazione della casa Savoia e la dominazione della casa d'Austria sono precisamente la stessa cosa» e che «il regime costituzionale del Piemonte è più nocivo all'Italia di quello che lo sia la tirannia di Ferdinando II».
Espressioni questi di un socialismo radicale avverso a ogni riformismo e alle soluzioni della questione sociale in senso interclassista come auspicava lo stesso Mazzini. Per questo Carlo Pisacane è da molti considerato non solo un patriota e rivoluzionario, ma un precursore dell'anarchismo, se non un vero e proprio anarchico.

### L'attentato all'Imperatore dei Francesi Napoleone III

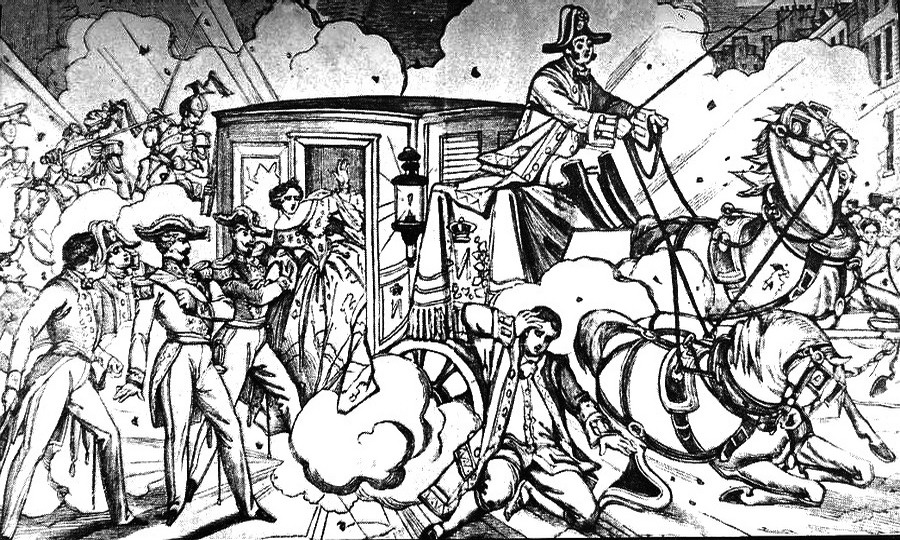
Illustrazione dell'attentato di Orsini

L'anarchico italiano ed ex mazziniano repubblicano Felice Orsini tentò invano di uccidere l'Imperatore Napoleone III, al grido di "Ricordati dell'Italia!". Con ogni probabilità, questo secondo attentato fu motivato dall'accusa di aver tradito il giuramento carbonaro di dedicare la propria vita alla causa dell'unità d'Italia.
L'attentato ebbe luogo a Parigi e fu organizzato con l'aiuto di altri congiurati, tra i quali Giovanni Andrea Pieri, Carlo Di Rudio e Antonio Gomez.
La sera del 14 gennaio 1858 riuscirono a scagliare tre bombe contro la carrozza dell'Imperatore all'ingresso dell'opéra di rue Le Peletier. L'attentato provocò 12 morti e 156 feriti, ma Napoleone fu protetto dalla carrozza blindata e rimase illeso, così come l'imperatrice Eugenia, la quale venne sbalzata sul marciapiede e coperta dal sangue delle vittime. Orsini e i suoi complici, favoriti dal panico scatenatosi, riuscirono a fuggire, ma vennero arrestati dalla polizia poche ore dopo, nei rispettivi alberghi.
Pur non avendo raggiunto l'obiettivo prefissato, l'attentato di Orsini suscitò impressione nell'opinione pubblica, offrendo all'Imperatore l'occasione per attuare un'azione repressiva contro l'opposizione politica violenta al suo regime.
Orsini venne arrestato e ghigliottinato.
Orsini venne descritto come anarchico, anche se propriamente era un mazziniano eretico, come Pisacane.

### L'inizio della stagione degli attentati anarchici
La repressione che i comunardi subiranno alla caduta della Comune di Parigi (1871), portò Michail Bakunin, poco prima della sua morte (1876), a pensare che era finito il tempo delle parole e fosse necessario agire.
Nel 1876, al congresso internazionale di Berna, Errico Malatesta lanciò «la guerra continua alle istituzioni stabilite, ecco ciò che chiamiamo la rivoluzione in modo permanente!». Ciò di fatto presagiva la «propaganda col fatto». Quattro anni più tardi, il 25 dicembre 1880, Kropotkin dichiarò in "Révolté": «la rivolta permanente mediante la parola, lo scritto, il pugnale, il fucile, la dinamite (...), tutto è buono per noi quello che non è la legalità».
Nel 1881, durante il congresso internazionale anarchico di Londra (dove erano presenti anche Louise Michel ed Emile Pouget), questa nuova strategia sarà proclamata ed enunciata come «propaganda col fatto» (per aggiungersi agli scritti ed alle parole). Per molti di questi pensatori, in primis Kropotkin, l'azione col fatto avrebbe scatenato una serie di eventi tra loro legati indissolubilmente (determinismo) che sarebbero sfociati nell'anarchia. Più avanti, nel 1887, sempre in «Révolté», Kropotkin cambierà posizione denunciando l'illusione di tale metodo.

### La banda del Matese

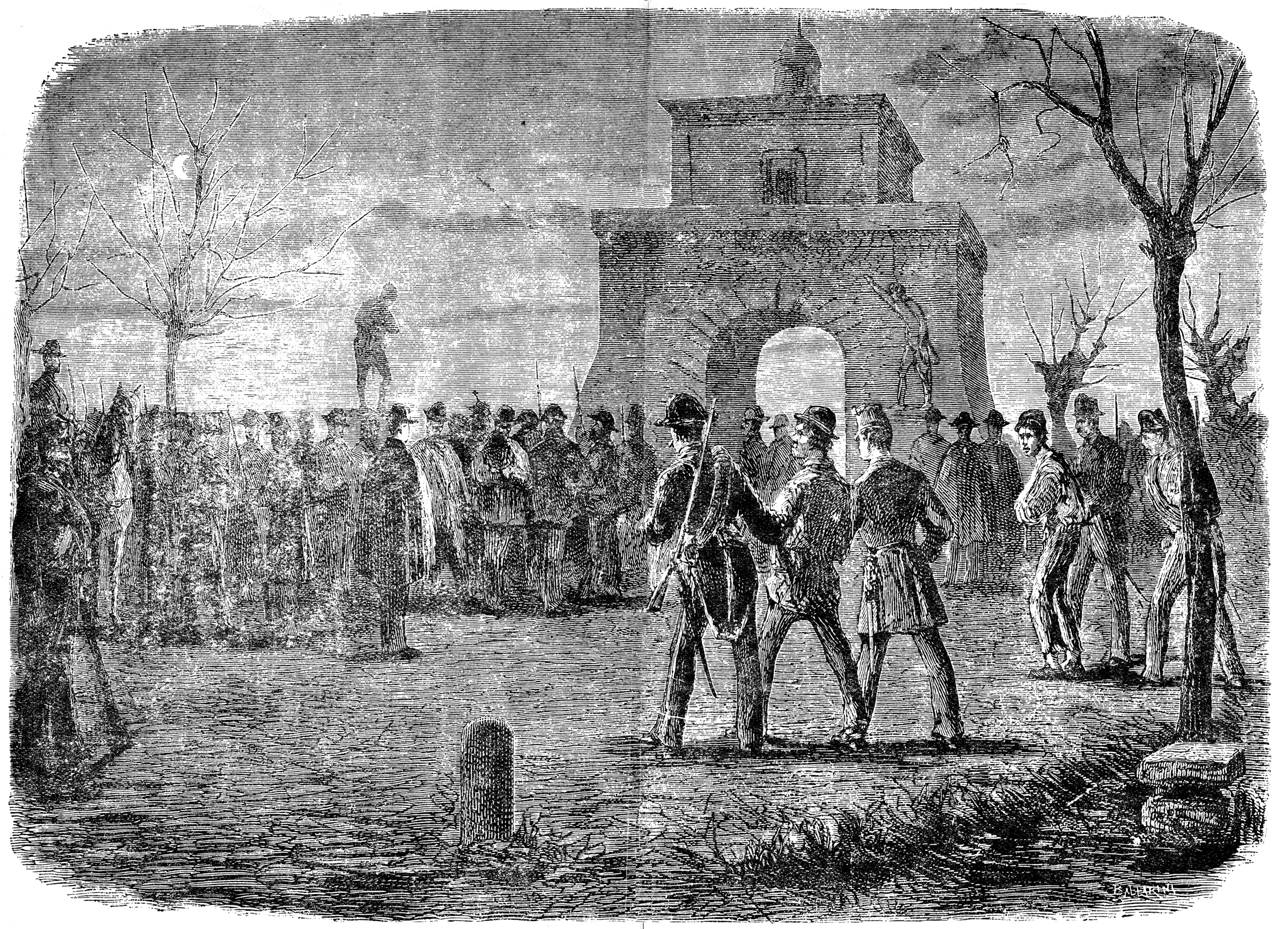
L'arresto della banda del Matese, nell'aprile 1877

Successivamente, nel 1877, ci fu uno dei tentativi insurrezionali più importanti, per concezione e per risultati propagandistici, attuato nella zona del Matese da un gruppo di aderenti alla Federazione Italiana dell'Internazionale, detto in seguito appunto "banda del Matese". Vi aderivano molti dei personaggi più rappresentativi dell'anarchismo italiano dell'epoca, tra cui, in particolare, Carlo Cafiero ed Errico Malatesta.
La scelta della zona non era stata fatta a caso. Impervia, montagnosa, scarsamente popolata, rappresentava un ambiente ideale per la guerriglia: gli uomini avrebbero potuto facilmente compiere le proprie sortite nei vari centri abitati e poi rintanarsi al sicuro nei posti e nelle cascine abbandonate.
Il giorno 8 aprile 1877 la banda del Matese era guidata da Cafiero, Malatesta e da Pietro Cesare Ceccarelli; dopo aver occupato il limitrofo paese di Letino, si diressero verso Gallo Matese. Al municipio di Gallo gli anarchici arrivarono verso le due del pomeriggio. Malatesta aprì la serratura a pistolettate e, così come fatto a Letino, tutta la "carta bollata" del Comune fu arsa: registri catastali, schedari delle imposte, atti ipotecari, ecc., il tutto per dimostrare simbolicamente l'abolizione dei diritti dello stato e della proprietà privata.
Per quanto tutto si svolgesse nell'entusiasmo e senza difficoltà di alcun genere, le truppe governative, anche se non si erano ancora fatte vedere, non erano restate con le mani in mano: usciti da Gallo, gli internazionalisti si trovarono praticamente e improvvisamente accerchiati. A complicare la situazione si aggiunse il maltempo. Gli uomini passarono tutto il 9 e 10 aprile nel duplice tentativo di cercare un rifugio e di superare l'accerchiamento, ma senza esito.
Il giorno 11, la banda trovò finalmente riparo nella masseria Concetta, tre miglia sopra Letino e qui decise di fermarsi. Il 12 aprile un reparto di bersaglieri fece irruzione nella cascina sorprendendo gli anarchici. Date le condizioni degli uomini e delle armi non ci fu resistenza. L'insurrezione del Matese era finita. Gli anarchici vennero incarcerati, anche se brevemente, poiché molti di loro verranno assolti.

### L'attentato al Re di Spagna Alfonso XII
Alla fine del 1878 l'anarchico spagnolo Juan Oliva Moncasi tentò di uccidere il Re di Spagna Alfonso XII sparandogli, ma fallì nel suo intento.

### Attentato all'imperatore tedesco Guglielmo I
Il 2 giugno 1878, Guglielmo I di Germania si salvò da un attentato dell'anarchico Karl Nobiling (che seguiva di due mesi un altro attentato, ad opera di Max Hödel), ma venne gravemente ferito dai colpi di pistola.

### L'attentato al Primo Ministro francese Gambetta
Nel 1881, mentre ricopriva la carica di Primo Ministro della Repubblica francese, Léon Gambetta subì un attentato da parte dell'anarchico Emile Florain, che fallì nel suo intento.

### L'omicidio dello zar Alessandro II

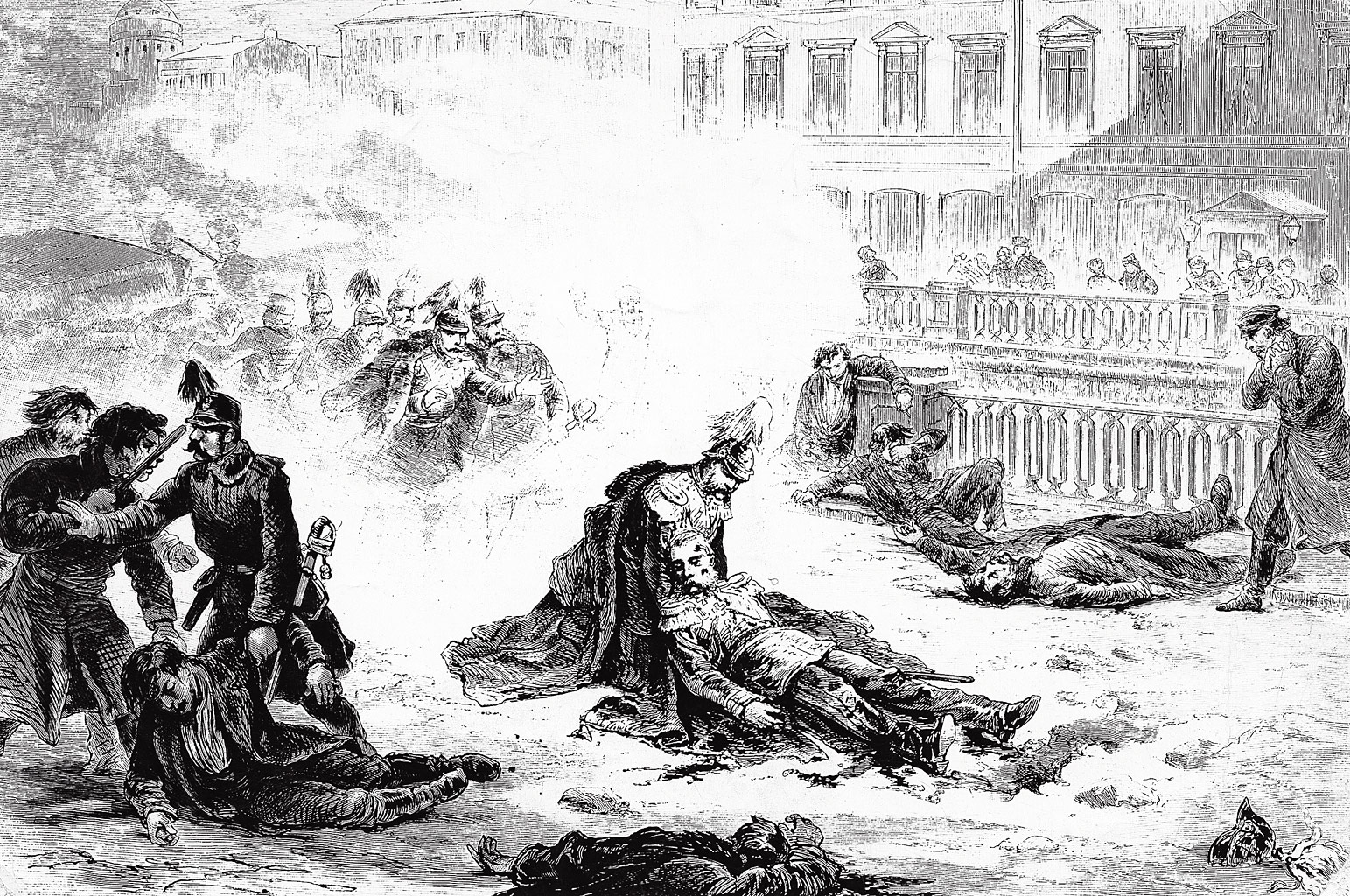
Scena dell'attentato allo Zar

Mentre il corteo dell'imperatore Alessandro II di Russia faceva ritorno al Palazzo d'Inverno, il 13 marzo 1881, la carrozza dello Zar fu colpita da una bomba lanciata da Nikolaj Rysakov, ma l'imperatore rimase illeso. Sceso per interrogare l'attentatore che era stato arrestato dai cosacchi del seguito, Alessandro II fu colpito da una seconda bomba lanciata da Ignatij Grinevickij.
Lo Zar, rimasto gravemente ferito, morì un'ora dopo nel suo palazzo; anche l'attentatore rimase ferito e spirò in serata, rifiutando di rivelare il suo nome. Gli altri autori del complotto, a seguito delle confessioni di Rysakov, furono arrestati pochi giorni dopo e giustiziati il 15 aprile 1881. Gli attentatori facevano parte del gruppo rivoluzionario populista-anarchico Narodnaja Volja che sperava d'innescare una rivoluzione con la morte di Alessandro II. Il gruppo aveva già tentato di uccidere lo Zar, fallendo.

### L'attività di Clement Duval
Negli anni ottanta del XIX secolo l'anarchico francese Clément Duval aveva aderito al gruppo anarchico La Panthère des Batignolles, divenendone uno degli esponenti di spicco.
Come membro di questo gruppo si segnalò per l'affissione di manifesti incitanti alla violenza ed all'omicidio politicamente motivati, come quello che segue:
-A voi borghesi ventruti e soddisfatti a voi gaudenti sfrontati che guazzate nell'orgia condannando alla fame e alla schiavitù i lavoratori pazienti e rassegnati;

-A voi! Hanno levato la fronte gli schiavi e, coscienti della loro forza, fieri della dignità riconquistata vogliono, la loro libertà, tutta la loro libertà;

Ma la libertà degli umili e il vostro benessere si negano e si eliminano reciprocamente;
Perché gli umili conquistino la lor indipendenza, voi dalla terra e dalla vita dovete essere posti al bando; e poiché ogni mezzo a voi è lecito, noi marceremo sulle vostre orme, dando le vostre fabbriche, le vostre proprietà, le vostre case alle fiamme;

Al rogo gli sfruttatori svergognati! Al rogo i pretoriani dell'ordine! La stessa fiamma li avvolga, la stessa cenere li seppellisca, sì che il tanfo delle loro carogne non avveleni la società nuova dell'uguaglianza, della giustizia, dell'umanità;

Da ciascuno secondo le sue forze, a ciascuno secondo i suoi bisogni;
Viva la rivoluzione sociale!»
Duval si rese protagonista di numerose azioni violente, eseguite tanto da solo quanto in gruppo: tra queste si rese colpevole dei roghi di varie fabbriche ed edifici, tra cui una fabbrica di pianoforti, i depositi della Compagnia degli Omnibus Bastille-St. Ouen ed un'officina di ebanisteria dei Rothschild.
Dopo aver rapinato ed incendiato la casa di una milionaria, in quel momento in vacanza, venne arrestato a casa sua, dove si era nascosto. Reagì con violenza al tentativo di arresto, pugnalando ripetutamente un brigadiere, il signor Rossignol, che sopravvisse al tentato omicidio.
Venne processato e condannato a morte per tentato omicidio, percosse e lesioni aggravate, incendio doloso e furto qualificato.
Il 29 febbraio 1887 il Presidente della Repubblica francese commutò la pena di morte in quella della deportazione aperpetua: conseguentemente il 25 marzo Duval partì da Tolone per la Guyana francese, all'epoca sede di importanti colonie penali.

### Gli attentati di Ravachol

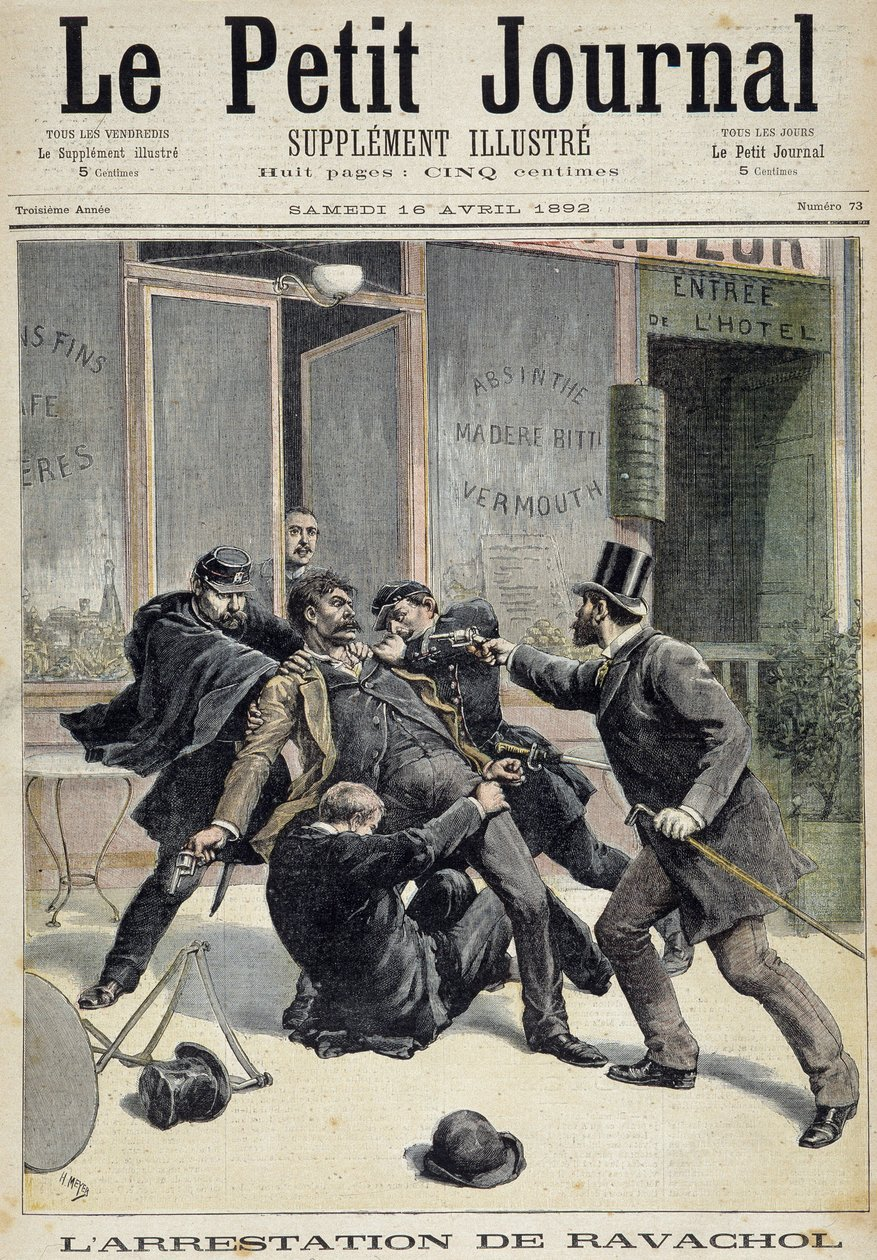
Copertina de "Le Petit Journal" con raffigurato l'arresto di Ravachol

L'anarchico franco-olandese François Koenigstein, meglio noto con lo pseudonimo di Ravachol, evaso dopo essere stato condannato al carcere nel 1892 per aver compiuto una serie di omicidi e furti dettati tanto da scopi politici quanto di guadagno, culminati nella violazione della tomba della baronessa de la Rochetaillée per asportarne il prezioso corredo funebre, divenne uno dei più noti attentatori anarchici del suo tempo.
L'11 marzo del 1892 Ravachol mise una bomba nella casa del giudice di Clichy e il 27 marzo in casa del procuratore locale. Nello stesso mese organizzò un attentato presso una caserma di Parigi. Gli attentati provocarono grossi danni ma non fecero vittime.
Ravachol fu riconosciuto dal proprietario del ristorante "Very" nel quale si trovava per colazione ed arrestato. Lungo il percorso verso il commissariato urlò più volte:
(Ravachol dopo l'arresto.)
Dalla perquisizione della sua abitazione furono rinvenute numerose armi, attrezzatura per la preparazione delle bombe ed opuscoli anarchici.
Alla vigilia del suo processo (26 aprile) il proprietario fu assassinato da una bomba messa nel suo ristorante.
In un primo tempo fu giudicato soltanto per gli attentati dinamitardi e fu quindi condannato ai lavori forzati a vita, ma il 21 giugno 1892 il processo passò al tribunale di Montbrison dove fu giudicato anche per i cinque omicidi commessi nel 1891, alcuni furti e profanazioni di tombe.. La condanna fu commutata in condanna a morte per ghigliottinamento ed eseguita.

### L'attentato ad Henry Clay Frick

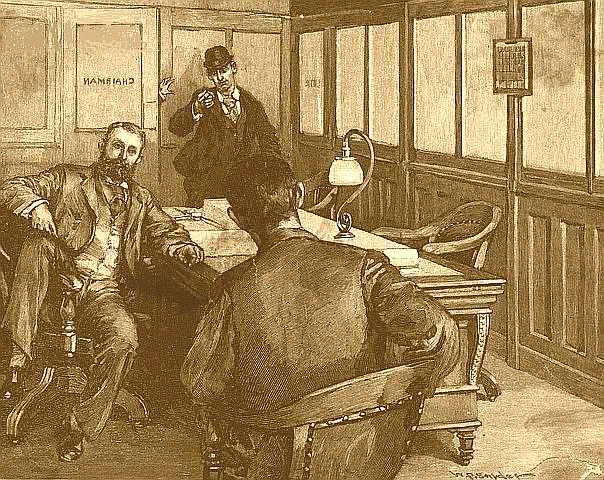
Berkman tenta di assassinare Frick, come illustrato da W. P. Snyder nel 1892, su Harper's Weekly.

Gli anarchici Emma Goldman ed Alexander Berkman organizzarono un attentato contro Henry Clay Frick, imprenditore e mecenate statunitense, come ritorsione per l'uccisione di sette lavoratori siderurgici, avvenuta durante l'attacco della Pinkerton National Detective Agency in conseguenza dell'ordine di Frick di disperdere i lavoratori in sciopero per consentire l'ingresso ai crumiri.
Il 23 luglio 1892 Berkman, armato di un revolver e di un punteruolo di acciaio acuminato, riuscì a penetrare nell'ufficio di Frick a Pittsburgh e a ferirlo più volte, ma non riuscì a ucciderlo e venne arrestato sul posto.
Fu accusato e riconosciuto colpevole di tentato omicidio. Le sue azioni nella pianificazione dell'assassinio indicarono chiaramente un intento premeditato di uccidere e fu condannato a 22 anni di carcere. Scontò una pena totale di quattordici anni e sotto la pressione dei sostenitori del movimento operaio, compresa la formazione The Berkman Defense Association,, venne amnistiato nel 1906.

### L'attentato alla Camera dei Deputati francese
Il 9 dicembre 1893 l'anarchico francese Auguste Vaillant fece esplodere una bomba nella Camera dei Deputati francese, fallendo nell'intento di uccidere i parlamentari che vi erano dentro, e ferendone 20 in maniera non grave. Vaillant voleva vendicare le condizioni delle classi povere, ferendo i politici: nella bomba vi erano dei chiodi anziché dei sicuramente mortali pallettoni, perché egli stesso disse di non voler uccidere ma spaventare.
Questo attentato attirò l'attenzione del mondo sul problema del cosiddetto "terrorismo" anarchico: era chiaro che gli anarchici erano in grado di colpire perfino i centri del potere.
L'attentatore venne condannato alla pena capitale e ghigliottinato il 3 febbraio 1894.
Era la prima volta dall'inizio del secolo che i tribunali francesi condannavano a morte un uomo che non avesse realmente ucciso qualcuno; la sentenza fu eseguita lo stesso, poiché il presidente Carnot rifiutò la grazia che avrebbe commutato la pena in ergastolo, come avvenuto per altri attentati non mortali.

### L'attentato al Cafè Terminus
Il 12 febbraio 1894, una settimana dopo l'esecuzione di Auguste Vaillant, l'anarchico francese Émile Henry, al fine di vendicarne la morte gettò una bomba nel Cafè Terminus, alla Gare St. Lazare, causando un morto e venti feriti.
Tentò di fuggire ma venne catturato dalla polizia, dopo aver ferito quattro inseguitori. Henry si era già reso responsabile di un attentato dinamitardo ad una stazione di polizia di Parigi, in rue de Bons-Enfants.

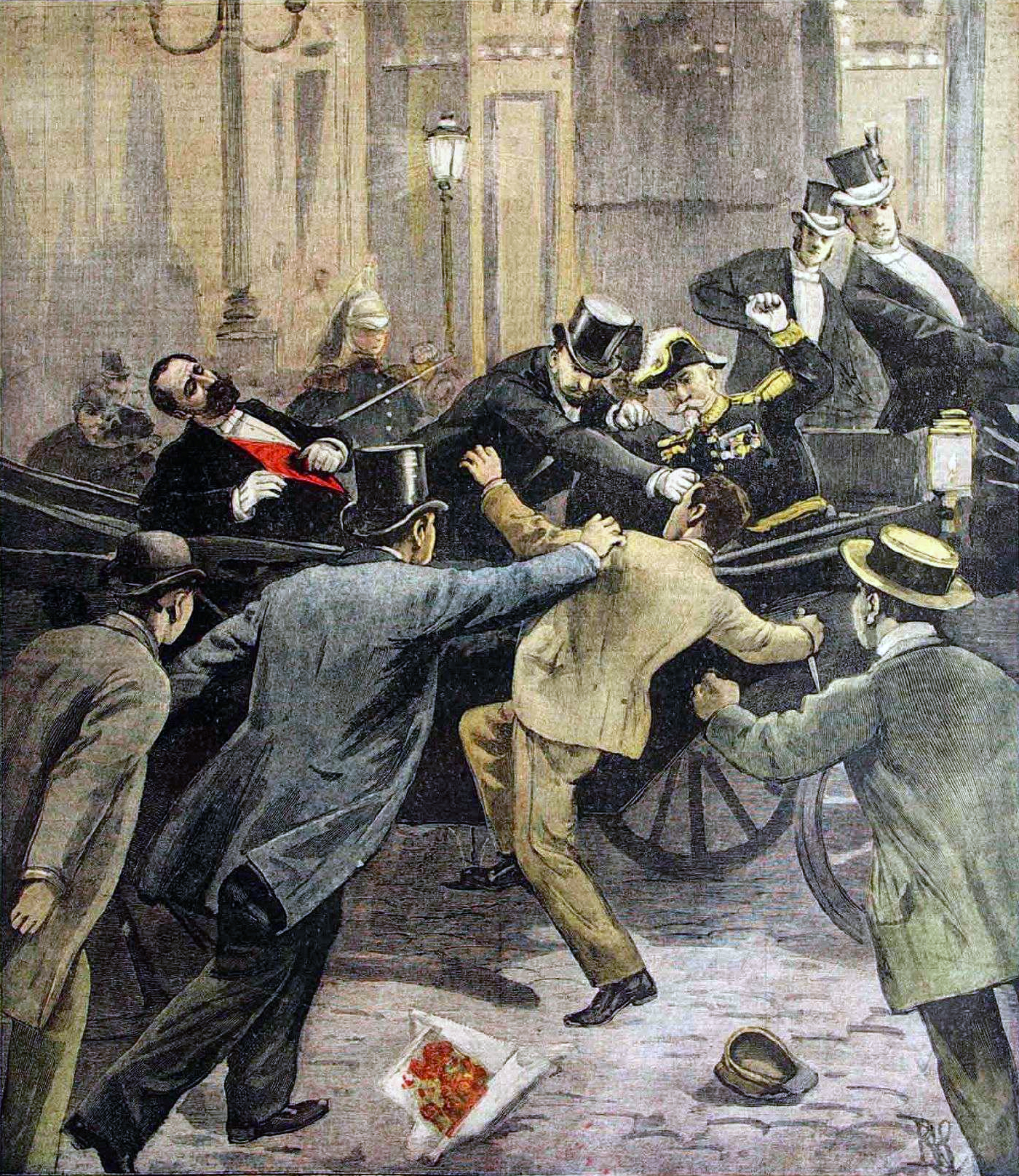
Copertina de Le Petit Journal del 2 luglio 1894, con un'illustrazione dell'assassinio di Sadi Carnot
Venne condannato a morte e ghigliottinato il 21 maggio 1894.

### L'omicidio del Presidente francese Carnot
L'esecuzione di Vaillant, Ravachol ed Henry provocò molto risentimento in ambiente anarchico, compresi tra gli immigrati italiani di fede libertaria. A questo si aggiunse il massacro di Aigues-Mortes, in cui alcuni popolani francesi uccisero molti operai italiani delle saline; gli assalitori verranno tutti assolti dal tribunale. La mancata concessione della grazia da parte del Presidente Marie François Sadi Carnot nei confronti di Vaillant (nonostante non avesse ucciso nessuno, ma solo ferito, come era sua intenzione secondo quanto dichiarò) spinsero, assieme forse al linciaggio delle saline, il ventenne anarchico italiano Sante Caserio ad un attentato riuscito contro lo stesso Carnot, identificato come il responsabile della repressione.
Il 24 giugno 1894 Caserio uccise Carnot pugnalandolo per vendetta e dichiarando come movente proprio la mancata concessione della grazia a Vaillant. Caserio, dopo aver rivendicato il gesto in mezzo alla folla gridando "Viva l'anarchia!", tentò la fuga, ma venne arrestato e condannato a morte. Verrà anch'egli ghigliottinato, 16 agosto 1894. Nei giorni successivi all'arresto di Caserio e dopo l'esecuzione, ci furono inoltre numerose repressioni e aggressioni anti-italiane e anti-anarchiche in tutta la Francia. Molti italiani furono espulsi o arrestati per sospetti di simpatie verso il gesto, tra di loro l'avvocato anarchico Pietro Gori, conoscente di Caserio, che venne costretto a fuggire. Per contro, gli ambienti anarchici celebrarono Caserio come un eroe, ma persino alcuni intellettuali francesi come Alexandre Dumas figlio espressero sostegno all'anarchico italiano, incontrando ostracismo e guai giudiziari.

### Attentato a Francesco Crispi
Il 16 giugno 1894 Francesco Crispi, primo ministro italiano, tornando alla Camera dopo pranzo fu vittima di un attentato da parte del giovane anarchico Paolo Lega. L'attentatore sparò da brevissima distanza, ma la pallottola mancò il bersaglio. Tutto il parlamento espresse solidarietà al presidente del Consiglio che vide la sua posizione notevolmente rafforzata.

### L'omicidio del Presidente spagnolo Cánovas del Castillo
Il Presidente del Governo spagnolo Antonio Cánovas del Castillo venne ucciso l'8 agosto 1897 alla stazione termale di Sant'Aguida dall'anarchico italiano Michele Angiolillo, poco dopo condannato a morte e strangolato tramite garrota.

### L'omicidio dell'Imperatrice d'Austria-Ungheria Sissi

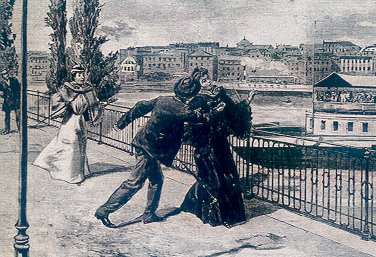
Assassinio di Elisabetta d'Austria-Ungheria

Il 10 settembre 1898 l'Imperatrice d'Austria-Ungheria Elisabetta di Baviera, meglio nota con il soprannome affettuoso di Sissi, venne uccisa da una stilettata, vibrata tramite una lima come improvvisata arma del delitto, dell'anarchico italo-francese Luigi Lucheni, mentre passeggiava sul lungolago di Ginevra, con un'accompagnatrice e senza alcuna scorta, per imbarcarsi su un battello.
La morte avvenne venti minuti dopo la stilettata al ventricolo sinistro, per emorragia interna, poiché il sangue non riusciva ad uscire a causa delle vesti strette della vittima.
Il Lucheni aveva originariamente progettato un attentato al duca d'Orléans, ma, avendo fallito, aveva optato per l'imperatrice.
Emma Goldman, che aveva approvato altri attentati, criticò la scelta della vittima da parte di Lucheni, in quanto l'imperatrice era una donna ormai finita e indifesa, senza più alcun potere, a causa della depressione che l'attanagliava da dopo il suicidio del figlio primogenito.
Lucheni fu condannato all'ergastolo dal tribunale svizzero, e si suicidò in carcere nel 1910, anche se c'è chi sospettò fosse stato ucciso dalle guardie.

### L'omicidio del Re d'Italia Umberto I

#### Il primo attentato

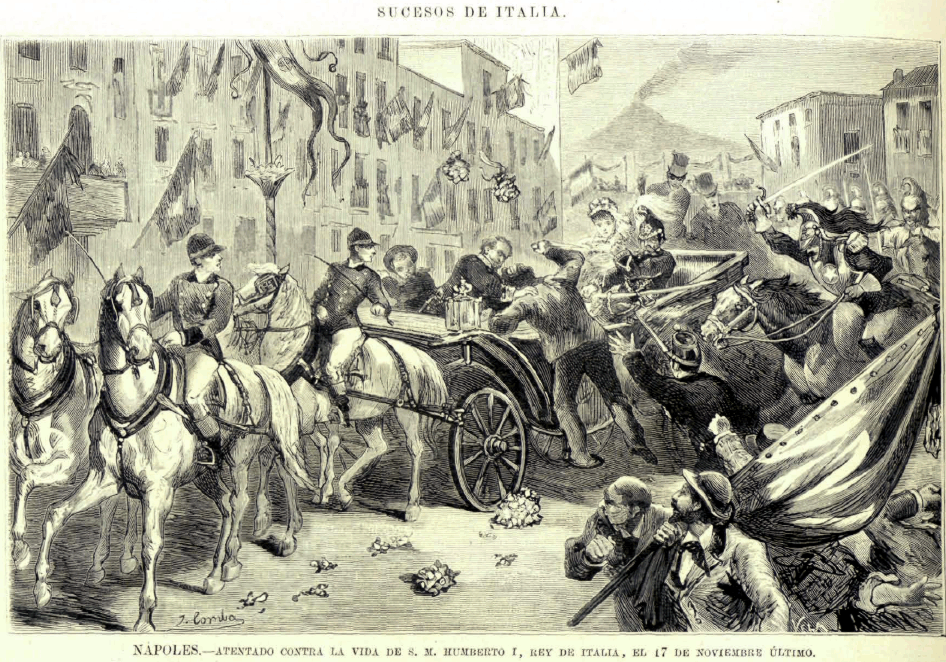
Attentato di Passannante

Il 17 novembre 1878 a Napoli l'anarchico lucano Giovanni Passannante, cuoco di professione, assalì con un coltello di circa 12 cm Umberto I, dichiarando il suo rammarico verso l'inadempienza della classe liberale che partecipò al Risorgimento e il disagio sociale dell'Italia appena unita. Nel tentativo di uccidere il monarca, Passannante urlò: «Viva la repubblica universale».
Il Re riuscì a difendersi con la propria spada, subendo un leggero taglio ad un braccio, mentre il primo ministro Benedetto Cairoli, tentando di difendere il re, fu ferito ad una coscia. L'attentato fallito portò una dura repressione delle associazioni internazionaliste e repubblicane (poiché si temeva un complotto contro la corona), la fuga di numerosi anarchici all'estero, disordini in molte città italiane, cortei di protesta contro e a favore del cuoco lucano e la caduta del governo Cairoli.
Il poeta Giovanni Pascoli, durante una riunione di socialisti a Bologna, diede pubblica lettura di un suo componimento inneggiante a Passannante e verrà, in seguito, arrestato per aver manifestato contro la condanna di alcuni manifestanti che, a loro volta, protestarono contro la sentenza dell'anarchico. Passannante venne condannato a morte ma Umberto I commutò la sentenza in carcere a vita (dato che la pena capitale era prevista solo in caso di regicidio, ma era stata comminata lo stesso in spregio alle leggi esistenti) e fu rinchiuso in una cella alta 140 cm, vivendo in terribili condizioni e, secondo alcune testimonianze, arrivando a cibarsi delle proprie feci. Il pessimo stato di Passannante suscitò un enorme scandalo mediatico e denunce da parte di alcuni esponenti politici.
Passannante venne poi scarcerato e rinchiuso in un manicomio criminale, dove morì nel 1910.

#### Il secondo attentato

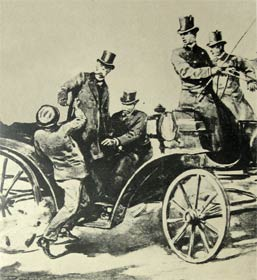
Illustrazione dell'attentato di Acciarito

Il 22 aprile 1897 il sovrano subì un secondo attentato.
L'autore dello stesso era l'anarchico Pietro Acciarito.
Egli si era nascosto tra la folla che salutava l'arrivo di Umberto I presso l'ippodromo delle Capannelle a Roma.
L'attentatore si scagliò verso la carrozza reale armato di coltello, ma il Re notò tempestivamente l'attacco e riuscì a schivarlo rimanendo illeso.
Acciarito venne arrestato e condannato all'ergastolo.
Come il precedente tentato regicidio, si ipotizzò una cospirazione anti-monarchica, sebbene Acciarito avesse smentito tutto, dichiarando di aver agito da solo.
Vennero arrestati diverse personalità legate al socialismo, agli ambienti anarchici e repubblicani, sospettate di essere complici dell'attentatore, tra cui Romeo Frezzi, morto in circostanze sospette, probabilmente a causa di un pestaggio da parte degli agenti.
Acciarito, giudicato poi folle, fu trasferito nello stesso manicomio criminale dove era vissuto Passannante, e lì morì molti anni dopo.

#### L'omicidio

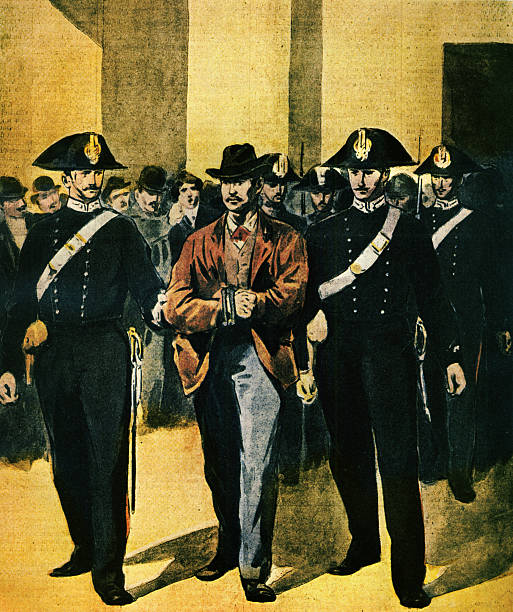
L'arresto di Bresci in una raffigurazione dell'epoca

Il 29 luglio 1900 a Monza l'anarchico italiano Gaetano Bresci uccise Umberto I, per vendicare i morti della repressione dei moti di Milano del 1898, da parte del Regio Esercito, ai comandi del generale Fiorenzo Bava Beccaris; egli era stato inviato dal primo ministro Antonio di Rudinì, con il sostegno del re. Umberto I conferì poi una decorazione altissima e il titolo di senatore a Bava-Beccaris, venendo così considerato il principale responsabile morale della strage, avendo ordinato di sparare anche contro folle indifese. Bresci tornò dagli Stati Uniti, dove era emigrato, apposta per compiere il regicidio di quello che non solo gli anarchici avevano soprannominato, al posto di "Re Buono" (come veniva spesso chiamato), il "Re Mitraglia".
Il Re era stato invitato nella città di Monza per onorare con la sua presenza la cerimonia di chiusura del concorso ginnico organizzato dalla società sportiva Forti e Liberi.
Il regicida, nascondendosi tra la folla con in tasca un revolver a cinque colpi, riuscì, approfittando della confusione, a sparare tre colpi in rapida successione contro il Re. Umberto I venne colpito ad una spalla, ad un polmone ed al cuore.
Subito dopo i carabinieri si scagliarono su Bresci, che non oppose resistenza, e lo arrestarono, sottraendolo al linciaggio dei monarchici. Intanto la carrozza reale, con a bordo il Re ferito, giunse alla Villa Reale di Monza, dove si voleva cercare di curarlo. Tuttavia il Re era già morto.
Bresci venne processato il 29 agosto e condannato all'ergastolo, poiché il figlio di Umberto I, il nuovo Re Vittorio Emanuele III, non volle la condanna a morte (prevista unicamente - in tempo di pace - per i casi di regicidio e alto tradimento), ma venne trovato impiccato alle inferriate del carcere di Santo Stefano il 22 maggio 1901, ufficialmente suicida, in circostanze dubbie.

### L'omicidio del Presidente statunitense McKinley
Il 6 settembre 1901 l'anarchico di origine polacca Leon Czolgosz sparò contro il 25º Presidente degli Stati Uniti d'America, allora in carica, William McKinley mentre si trovava a Buffalo (New York), colpendolo due volte. McKinley morì per le ferite riportate il 14 settembre, permettendo l'ascesa alla carica presidenziale di Theodore Roosevelt. Czolgolsz venne arrestato e giustiziato sulla sedia elettrica.

### L'attentato al re Leopoldo II del Belgio
Nel 1902 l'anarchico italiano Gennaro Rubino progettò di assassinare il Re Edoardo VII d'Inghilterra, ma mi rinunciò a causa del grande favore che la monarchia britannica riscuoteva presso l'opinione pubblica inglese. Rubino perciò decise di colpire il re Leopoldo II del Belgio, noto anche per aver portato avanti un genocidio durante la sua impresa colonialista in Congo. La mattina del 15 novembre 1902, a Bruxelles, Rubino sparò tre colpi contro Leopoldo in Rue Royale, tutti e tre i colpi mancarono di poco il bersaglio. Rubino venne arrestato e condannato all'ergastolo presso il carcere di Lovanio dove morì il 14 marzo 1918. C'è inoltre da aggiungere che Rubino inizialmente era stato accusato da alcuni compagni anarchici di essere una spia anti-anarchica e che egli progettò l'attentato per mostrare la sua fedeltà alla causa, successivamente al tentato attentato molti anarchici si dimostrarono ancora più convinti che probabilmente l'evento fosse stato organizzato dalla polizia al fine di giustificare la successiva repressione contro gli anarchici. Questa speculazione fu alimentata dal fatto che i proiettili che aveva con sé Rubino erano già stati sparati e che non erano presenti proiettili nella pistola che recava con sé. Questo fu contraddetto da ulteriori segnalazioni che affermarono che la sua pistola non fu mai trovata dalla polizia.

### Il "regicidio di Lisbona"
Manuel Buíça e Alfredo Costa assassinarono il re del Portogallo Carlo I e suo figlio, il 1º febbraio 1908, venendo poi uccisi subito dopo in uno scontro a fuoco con la polizia.

### Omicidio del re di Grecia Giorgio I
Il 18 marzo 1913 Alexandros Schinas sparò al re Giorgio I di Grecia, uccidendolo a Salonicco. Venne arrestato e torturato, ma si suicidò, secondo la versione accreditata, il 6 maggio, lanciandosi dalla finestra della gendarmeria.

### Tentativo di omicidio di John Rockefeller
Marie Ganz progettò l'uccisione del banchiere e magnate John D. Rockefeller, nel 1914 a New York, ma non riuscì ad avvicinarlo e rinunciò.

### La "settimana tragica"
A partire dal 26 luglio 1909 a Barcellona, per un'intera settimana, la cosiddetta "settimana tragica", si ebbe una violenta sollevazione popolare contro la coscrizione disposta dal governo spagnolo per combattere i ribelli marocchini nel Marocco spagnolo.
Le proteste videro la partecipazione di gruppi anarchici che, sfruttando l'insofferenza popolare contro un provvedimento che avrebbe impoverito il popolo in un momento di crisi economica già presente, riuscirono ad organizzare alcuni attacchi dinamitardi, diretti principalmente contro chiese cattoliche, monasteri e stazioni di polizia, causando sei morti.
In Catalogna, per reprimere la rivolta, venne introdotta la legge marziale e numerose persone vennero arrestate, condannate al carcere o uccise.

### La strage del Teatro Diana
La strage del Diana avvenne a Milano il 23 marzo 1921, in seguito ad un attentato dinamitardo. Fu condannato da Errico Malatesta e da altri anarchici in quanto colpì (erroneamente) anche innocenti, rompendo con la tradizione anarchica di colpire solamente il simbolo del potere.
L'attentato era stato ordito per colpire il questore Giovanni Gasti, che si riteneva risiedesse in un appartamento collocato al posto del teatro. La sera del 23 marzo furono posizionati 160 candelotti di gelatina esplosiva in una cesta, ricoperti da paglia e bottiglie vuote, poi collocata nei pressi dell'ingresso riservato agli artisti, che portava dall'albergo alla contigua sala di spettacolo. Quella sera, presso il teatro del circolo, era in programma la quindicesima e ultima replica della Mazurka blu di Franz Lehar, portata in scena dalla Compagnia Darclèe ed accompagnata dall'orchestra diretta dal maestro Giuseppe Berrettoni. I candelotti esplosero alle ore 22.40, provocando 21 morti e 80 feriti.
Le indagini furono coordinate proprio dal questore Giovanni Gasti, presente in sala.
Esse portarono all'arresto dell'anarchico Antonio Pietropaolo, fuggito da una carrozza fermata al posto di blocco in corso Manforte, dove erano state ritrovate due rivoltelle e alcune bombe a mano, e catturato dopo un breve inseguimento, nonché, nel giro di poche settimane. Vennero arrestati senza precisa motivazione anche decine di sospettati legati agli ambienti anarchici lombardi.
Il processo contro gli attentatori anarchici ebbe inizio il 9 maggio 1922, davanti alla Corte di Assise di piazza Fontana. Il 1º giugno fu pronunciata la sentenza che individuava come autori materiali della strage e condannava all'ergastolo il bergamasco Ettore Aguggini, di 19 anni, e i mantovani Giuseppe Mariani, di 23 anni, e Giuseppe Boldrini, di 28 anni. Quest'ultimo si proclamerà sempre innocente. Gli altri 16 imputati, ritenuti complici, furono condannati a pene varianti tra i 4 e i 15 anni di carcere.

### Gli attentati a Mussolini

#### Gino Lucetti
L'11 settembre 1926 l'anarchico e futuro partigiano Gino Lucetti lanciò un ordigno esplosivo contro l'auto del Primo Ministro, già scampato pochi mesi prima ad un attentato della squilibrata inglese Violet Gibson.
La bomba rimbalzò contro lo sportello della vettura ed esplose in strada ferendo 8 persone. Lucetti fu immediatamente immobilizzato da un passante, tale Ettore Perondi, e poi raggiunto dalla polizia.
Dalla perquisizione subito effettuata Lucetti fu trovato armato anche di una pistola caricata a proiettili dum-dum. Fu condannato a trent'anni di carcere. Prese quindi alloggio sull'isola di Ischia, ma il 17 settembre 1943 nel corso di un bombardamento effettuato da bombardieri tedeschi cercò rifugio su un motoveliero. Il motoveliero fu però colpito ed affondato trascinando Lucetti con sé.

#### Anteo Zamboni
La sera del 31 ottobre 1926, durante la commemorazione della marcia su Roma a Bologna, il quindicenne Anteo Zamboni spara, senza successo, un colpo di pistola verso il capo del governo, sfiorandone il petto. Additato dai gerarchi fascisti, il giovanissimo attentatore venne fermato da Carlo Alberto Pasolini (padre di Pier Paolo Pasolini) e fu linciato sul posto dalle camicie nere di Leandro Arpinati: sul suo cadavere furono contate quattordici pugnalate profonde, un colpo di pistola e tracce di strangolamento..
Secondo alcune recenti ricostruzioni, il colpo di pistola non sarebbe provenuto da Anteo Zamboni, che sarebbe stato una vittima delle circostanze.
In effetti le indagini di polizia si svolsero inizialmente negli ambienti squadristi bolognesi ipotizzando in un primo tempo un coinvolgimento di ras locali come Roberto Farinacci e Leandro Arpinati, ma non portarono ad alcun risultato. A quel punto si concluse che l'attentato non poteva che essere opera di un elemento isolato. Un'ulteriore indagine sollecitata dal Ministero degli Interni fu svolta ancora dai magistrati del Tribunale Speciale ma anch'essa approdò alle medesime conclusioni conseguite dalla polizia.
I procedimenti penali successivi condannarono a pene detentive il padre e la zia dell'attentatore per aver comunque influenzato il giovane nelle sue scelte, ma Mussolini poco tempo dopo decise di graziare i due condannati e di sovvenzionarne il fratello che si trovava in difficoltà economiche.

#### Schirru e Sbardellotto
Mussolini evitò altri attentati: nel 1931 e nel 1932, rispettivamente dagli anarchici Michele Schirru e Angelo Pellegrino Sbardellotto, che furono condannati a morte per aver complottato contro il capo del governo, anche se non riuscirono a mettere in atto il piano, secondo le nuove leggi che punivano severamente anche il solo tentativo di omicidio del capo di Stato o di governo.

### Gli omicidi di Sante Pollastri
Sante Pollastri, bandito comune e anarchico al tempo stesso, uccise diversi militi delle forze dell'ordine, durante la sua latitanza, avvenuta durante il periodo fascista. Il loro numero preciso non è noto ma Pollastri stesso si attribuì sette vittime uccise in scontri a fuoco. Tra questi, enorme clamore suscitò nel giugno del 1926 l'uccisione di due carabinieri presso Mede in Lomellina, e nel novembre dello stesso anno, di due poliziotti in un'osteria di via Govone, a Milano.
Famoso all'estero, Pollastri era pressoché sconosciuto in ambito nazionale (la censura fascista limitava fortemente la cronaca nera), salvo nel Nord Italia dove le sue gesta avevano grande risalto. Il suo nome divenne protagonista di racconti in cui la figura del bandito veniva mitizzata e ingigantita: uno dei più noti riguarda un maresciallo dei carabinieri che impazzì per la paura di fronte a lui. Sante Pollastri incarnava la figura del ribelle all'autorità in un periodo in cui si stavano concretizzando una svolta autoritaria e il passaggio dalla democrazia al fascismo. In questo senso divenne una figura eroica per il mondo anarchico e per i nascenti movimenti antifascisti, venendo celebrato anche come un moderno "Robin Hood" e giustiziere del popolo.
Pollastri venne arrestato a Parigi nel 1927, forse tradito da una confidenza di un informatore della polizia. Tra i nomi degli autori della "soffiata", fu ipotizzato anche quello del ciclista Costante Girardengo, amico d'infanzia di Pollastri. I due concittadini – che si conoscevano dall'infanzia e dalla comune frequentazione con il massaggiatore Biagio Cavanna – si incontrarono durante una sei giorni nella capitale francese. In seguito, questo incontro fu oggetto di una testimonianza di Girardengo al processo a carico di Pollastri.
All'interrogatorio dopo la cattura il magistrato chiese a Pollastri se avesse idee anarchiche ma egli rispose: "Ho le mie idee". In seguito dichiarò di aver compreso di essere stato anarchico solo dopo aver saputo da Renzo Novatore, noto anarco-individualista e antifascista, cosa significasse anarchia.
Condannato all'ergastolo, fu inviato a scontare la pena sull'isola di Santo Stefano.
Fu graziato dopo 32 anni nel 1959, dal presidente Giovanni Gronchi, e passò gli ultimi 19 anni della sua vita a Novi Ligure, sua città natale, praticando l'attività di commerciante ambulante di stoffe.

### Le bombe di Severino Di Giovanni in Argentina
Tra i numerosi attentati del novecento vi furono numerose bombe fatte esplodere in Argentina, contro il supporto al regime fascista e in solidarietà con gli anarchici Sacco e Vanzetti, condannati a morte per un crimine non commesso negli Stati Uniti. L'autore, Severino Di Giovanni, realizzò anche attentati all'ambasciata statunitense a Buenos Aires, alla Banca di Boston e al consolato italiano, che causò nove morti, tra i quali sette fascisti. Di Giovanni venne condannato a morte.

### Attentato di Wall Street
L'attentato di Wall Street avvenne alle ore 12:01 di giovedì 16 settembre 1920, nel distretto finanziario di New York. L'esplosione uccise 38 persone e ne ferì gravemente altre 143. Gli autori non furono mai trovati anche se investigatori e storici ritengono sia stata opera dei galleanisti, ispirati ideologicamente da Luigi Galleani, responsabili inoltre degli attentati dell'anno precedente. L'attentato venne inoltre collegato allo scontento postbellico, alla lotta di classe e alle agitazioni anticapitaliste diffuso in tutti gli Stati Uniti, e secondo alcuni fu anche una vendetta per l'arresto di Nicola Sacco e Bartolomeo Vanzetti.

### Omicidio del politico ucraino Symon Petljura
L'anarchico ebreo Sholom Schwartzbard assassinò il politico ucraino Symon Petljura, capo del governo in esilio a Parigi nel 1926. La giuria lo assolse perché riconobbe le sue ragioni poiché durante il governo di Petljura si erano verificati in Ucraina pogrom e omicidi di ebrei.

### Attentato al giudice Thayer
Una bomba, nel 1928, devastò l'abitazione del giudice Webster Thayer, responsabile della condanna di Sacco e Vanzetti, gli anarchici giustiziati sulla sedia elettrica perché accusati di rapina e omicidio, ma risultati poi completamente innocenti; il giudice era assente e la bomba non colpì l'obiettivo, ferendo la moglie e una domestica del giudice.

## La propaganda del fatto nel dopoguerra

### In Italia

#### La morte di Carlo Falvella
Nel 1972, durante una rissa, l'anarchico Giovanni Marini accoltellò il militante del FUAN (organizzazione giovanile del partito neofascista MSI) Carlo Falvella; nonostante una campagna innocentista, fu condannato e confessò il suo coinvolgimento. Fu uno dei pochi episodi di attentati anarchici nel periodo degli anni di piombo, caratterizzati più che altro da terrorismo di sinistra (di matrice comunista marxista) e di destra (il cosiddetto terrorismo nero o neofascista).

#### La strage della Questura di Milano
L'autodichiarato anarco-individualista stirneriano Gianfranco Bertoli, additato anche come agente segreto o infiltrato dei Carabinieri o dell'Organizzazione Gladio, nell'ambito della strategia della tensione, gettò una bomba alla Questura di Milano nel 1973, uccidendo 4 persone e ferendone 45, dichiarando di aver voluto protestare contro il ministro Mariano Rumor, che affermò essere il suo vero obiettivo, nel giorno della scopertura di un busto alla memoria del commissario Luigi Calabresi assassinato l'anno prima dal gruppo comunista Lotta Continua. Calabresi fu ritenuto, dagli anarchici e della sinistra extraparlamentare, il responsabile della morte sospetta di Giuseppe Pinelli, anarchico sospettato della strage di Piazza Fontana del 1969, insieme a Pietro Valpreda, ma in realtà risultato (come anche Valpreda) completamente innocente. Molti, compresi in ambienti anarchici, affermarono che Bertoli aveva agito per colpevolizzare gli anarchici, come previsto dai servizi segreti deviati, quindi con un attentato false flag.

#### Il monumento a Bresci e il parere della Corte di Cassazione
Negli anni ottanta il politico monarchico Sergio Boschiero denunciò il comune di Carrara per apologia di reato per aver fatto erigere un monumento in onore di Gaetano Bresci, colui che uccise Umberto I, Re d'Italia, dopo la repressione dei Moti di Milano. La Corte di cassazione stabilì che non era configurabile il reato di apologia, avendo il cosiddetto "terrorismo" anarchico perso la sua forza e non costituendo più una minaccia attuale.
Infatti, per la configurabilità del delitto di attentato per finalità di eversione, avrebbero dovuto sussistere in relazione all'ambiente sociale carrarese concreto, una pluralità di condizioni: l'attualità del personaggio e del suo assassinio, un contesto storico, economico e sociale nel frattempo non mutato, la presenza di un movimento anarco-terrorista non esauritosi nonché di un nesso causale tra l'edificazione del monumento ed il possibile rinascere di un'emergenza terroristica anarchica o per l'effettivo verificarsi di un attentato terroristico.

#### Horst Fantazzini
Tra gli anni '60 ed il 2001, il bandito e anarchico Horst Fantazzini, noto anche come "rapinatore gentiluomo", compì numerose rapine di autofinanziamento, oltre ad evasioni con sparatorie contro le guardie penitenziarie.

#### L'attività anarco insurrezionalista
Gli anni della seconda repubblica hanno visto una recrudescenza dell'attività eversiva legata all'area dell'anarco-insurrezionalismo. 
L'anarco-insurrezionalismo moderno si ispira soprattutto alle idee dell'anarchico Alfredo Maria Bonanno, che sostiene apertamente la lotta armata dei piccoli gruppi e individui, in contrasto con la FAI storica che ha abbandonato questi metodi.

##### La Federazione Anarchica Informale
La sigla più presente nelle rivendicazioni degli attentati è stata la FAI - Federazione Anarchica Informale, che assume provocatoriamente la stessa sigla della storica Federazione Anarchica Italiana.

###### Attentati contro l'Unione Europea e le poste
Nel 2003 la FAI-informale ha rivendicato la responsabilità per la campagna dinamitarda che ebbe come obiettivo diverse istituzioni dell'Unione europea. La FAI affermò di aver voluto colpire «apparati di controllo/repressivi e protagonisti della messinscena democratica che saranno figure e istituzioni cardine del nuovo ordine europeo».
Per contrastare la situazione di pericolo, le autorità italiane imposero di bloccare negli uffici postali della regione Emilia-Romagna ogni plico indirizzato a organismi dell'UE. Fonti della Procura Generale della Repubblica a Bologna dichiararono che i plichi erano stati inviati dalle società Trichet, Europol ed Eurojust e che contenevano libri e fotocopie di un dépliant della Federazione Anarchica Informale. Il dépliant descriveva il gruppo italiano e parlava della sua "Operazione Santa Claus".

###### Attentato a Romano Prodi
Nel dicembre 2003 si rese protagonista di un attentato contro Romano Prodi.
La FAI-informale inviò una lettera al quotidiano La Repubblica sostenendo che colpendo Prodi, all'epoca Presidente della Commissione Europea, volevano colpire l'UE, rivelando che l'attentato era stato realizzato affinché «i maiali sappiano che le manovre contro di loro sono appena all'inizio per serrarsi contro di lui e altri come lui».
Nel comunicato di rivendicazione dell'attentato la FAI-informale proclamava: «Non potevamo precluderci il piacere di criticare attivamente il semestre di presidenza italiana dell'Unione europea che si avvia a concludersi, consapevoli che al di là della retorica ufficiale, le decisioni ratificate in questi mesi saranno foriere di ulteriori pratiche di sfruttamento e di dominio».

###### Ordigno al Duomo di Milano
Il 18 dicembre 2008 la FAI-informale collocò borsa contenente un ordigno esplosivo tra la terza e la quarta guglia del tetto del Duomo di Milano. L'attentato fallì perché un lavoratore la notò per caso; venne disinnescata dopo l'intervento degli artificieri. L'ordigno era programmato per esplodere alle 3 della notte seguente ed era carico di oltre un kg di esplosivo.

###### Bomba alla Bocconi
La notte del 16 dicembre 2009 esplose parzialmente un ordigno rudimentale carico di 2 kg di dinamite negli interni dell'università Bocconi di Milano. La bomba, piazzata per chiedere la chiusura dei Centri di identificazione ed espulsione, è stata rivendicata dalla FAi (Federazione Anarchica Informale) in un volantino firmato "Nucleo Maurizio Morales" recapitato alla redazione del quotidiano Libero. A tal proposito si inserisce un comunicato della Federazione Anarchica Italiana, che denuncia l'uso infamante del medesimo acronimo.

###### Attentati alla Lega Nord e minacce a Silvio Berlusconi
Il 26 marzo 2010 fallisce, per l'innesco anticipato di un plico esplosivo, un attentato organizzato ai danni della Lega Nord; le Poste Italiane intercettano anche una lettera minatoria contenente un paio di proiettili, indirizzata al Presidente del Consiglio Silvio Berlusconi, in cui gli si preannunciava: «Farai la fine del topo».

###### Attacchi alle ambasciate di Svizzera e Cile
Il 23 dicembre 2010, due pacchi sono esplosi nelle mani degli addetti delle Ambasciate della Svizzera e del Cile in Italia, ferendoli gravemente. Gli attentati sono stati rivendicati dalla Federazione Anarchica Informale, mentre un terzo plico non è esploso grazie all'accortezza di un addetto alla corrispondenza dell'Ambasciatore di Grecia presso il Quirinale.

###### Attentati a banche ed Equitalia
Il giorno 8 dicembre 2011 un pacco-bomba, spedito dalla FAI per sua esplicita rivendicazione, esplode a Roma, nella sede di Equitalia - l'Agenzia incaricata della riscossione delle imposte - in via Millevoi, nel quartiere Ardeatino e ferisce a una mano e agli occhi il direttore generale Marco Cuccagna. L'attentato viene a iscriversi nell'inquieto clima venutosi a creare in seguito alle pesanti misure impositive anti-crisi decise dal Governo Monti.
Un analogo pacco esplosivo viene indirizzato nella stessa giornata al presidente della Deutsche Bank, Josef Ackermann a Francoforte ma viene intercettato, scongiurando l'esplosione potenzialmente letale. L'azione è parimenti rivendicata dalla FAI.

###### L'attentato all'amministratore di Ansaldo Nucleare e gli arresti
L'11 maggio 2012 il Nucleo Olga della Federazione anarchica informale rivendica, dopo una settimana, la gambizzazione perpetrata ai danni di Roberto Adinolfi, amministratore delegato dell'Ansaldo Nucleare di Genova, accusato di aver favorito il rientro del nucleare in Italia. Per la gambizzazione dell'ad di Ansaldo Nucleare, Roberto Adinolfi, ci furono numerose rivendicazioni riconducibili a tre piste differenti: quella vetero-brigatista, quella anarco-insurrezionalista e quella «commerciale», legata agli interessi dell'azienda nell'Est europeo. Le fonti della sicurezza considerarono attendibile solo quella del Nucleo Olga.
Il 14 giugno 2012, nel corso dell'operazione "Ardire" dei carabinieri del Ros, vengono arrestate 8 persone in Italia, tra cui Stefano Gabriele Fosco ritenuto personaggio importante all'interno dell'organizzazione in quanto ideologo e figura carismatica con funzioni di collegamento tra i vari aderenti esteri e italiani e gestore dei siti telematici di riferimento degli Anarchici Informali. L'indagine è partita da quella già svolta su Stefani, Settepani e altri, trovando i collegamenti con la campagna terroristica "Eat the rich" culminata nel 2009 nell'invio di una busta esplosiva al direttore del Cie di Gradisca d'Isonzo e nello scoppio di un ordigno artigianale alla Bocconi di Milano e quindi con l'invio, nel 2011, di buste esplosive al direttore della Deutsche Bank di Francoforte, a quello di Equitalia di Roma e all'ambasciatore greco a Parigi. Azioni che portano dirette, ritengono gli investigatori, al gruppo al centro dell'indagine perugina con l'eccezione di Iozzi e Marziale le quali avrebbero invece fatto parte, insieme a Settepani, dell'organizzazione perugina.
"Univoco elemento di collegamento" fra gli attentati del 2011 e il gruppo oggetto dell'inchiesta del Ros è definita la vicenda relativa alla creazione del simbolo usato per le rivendicazioni: cinque frecce convergenti di colore nero sovrastate stella nera nella quale è inscritta la lettera "A".
Il Ministro dell'Interno Cancellieri ha definito l'indagine come "un'importante affermazione dello Stato contro la minaccia anarco-insurrezionalista ottenuta grazie al prezioso lavoro investigativo delle forze dell'ordine e della magistratura". Per l'attentato ad Adinolfi vengono arrestati anche Alfredo Cospito e Nicola Gai, in seguito condannati.

##### Altri gruppi e azioni
Tra gli altri gruppi anarchici, si segnala Solidarietà Internazionale, organizzazione oggi sciolta, autrice di attentati a Milano tra il 1998 ed il 2000.
Nell'estate 1998 ha inviato, in asserita risposta alla morte degli anarchici Maria Soledad Rosas e Edoardo Massari, una serie di lettere-bomba a diversi politici, magistrati, giornalisti e carabinieri; nell'ottobre 1998 ha organizzato un attentato alla stazione milanese dei carabinieri; nell'estate 1999 ha rivendicato ulteriori due bombe che, per un caso fortuito, non sono esplose; il 28 giugno 2000 membri del gruppo hanno lanciato due bottiglie incendiarie durante la cerimonia per la polizia penitenziaria nella basilica di Sant'Ambrogio, non riuscendo a farle esplodere anche in questo caso.
Nel settembre 2001 (poco dopo il G8 di Genova del luglio 2001 in cui agli scontri avevano partecipato anche piccoli gruppi internazionali di anarchici, sia pacifici sia armati), le indagini di 14 procure interregionali hanno portato ad una retata su base nazionale contro i membri di Solidarietà Internazionale, provocandone lo scioglimento: di conseguenza sono state sottoposte ad indagine 60 persone legate all'organizzazione ed accusate di «associazione a delinquere con finalità di eversione dell'ordine democratico». Le motivazioni del gruppo erano la lotta a favore dei detenuti anarchici in Spagna sottoposti a regime di carcere duro; aveva contatti con associazioni sovversive in Grecia e Inghilterra.
Nel 2008 un collettivo anarco-insurrezionalista genovese ha lanciato bombe carta nella sede dei vigili urbani di Parma, accusati di aver aggredito, malmenato ed insultato con epiteti razzisti un venditore ambulante senegalese.
La propaganda del fatto recente, intesa come azione efficace, diretta e spesso illegale contro una situazione considerata iniqua, ha riguardato negli anni novanta e duemila, l'occupazione di edifici abbandonati, da parte di squatter, distruzioni di bancomat e vetrine di banche e istituti finanziari e di credito (avvenute soprattutto in Spagna, Grecia e Italia) ritenute i veri detentori del potere e responsabili della grande recessione; un fenomeno nuovo è stato l'hackeraggio di siti considerati obiettivi da colpire, più che altro a scopo propagandistico, e molto nota è l'attività del gruppo Anonymous, in cui sono presenti anche anarchici.
Nella notte del 24 dicembre 2021, la sigla "Anarchici per la distruzione dell'esistente" ha rivendicato un attacco incendiario contro un traliccio dell'alta tensione di proprietà di Terna, a Genova.

### Nel mondo

#### In Grecia
L'inizio del III millennio ha visto il rafforzarsi dei legami tra cellule anarchiche internazionali, in particolare tra quelle greche e italiane, nonché la nascita di numerosi nuovi gruppi terroristici, tra i quali, in Grecia, la Brigata Giuliani intitolata in onore di Carlo Giuliani, manifestante antiglobalizzazione e simpatizzante anarchico, che in occasione del G8 di Genova del 2001 venne ucciso da un carabiniere.
Il 2008 si è caratterizzato per un intensificarsi dei movimenti anarco-insurrezionalisti in Grecia, stato in difficoltà per effetto di una crisi economica di portata mondiale: gli anarcoinsurrezionalisti si sono resi responsabili di aggressioni nei confronti delle forze di polizia e di cittadini comuni, hanno partecipato a scontri con le forze dell'ordine, si sono resi protagonisti di incendi dolosi e di atti di vandalismo e guerriglia urbana, durati molti mesi.
Il 2 ottobre 2009 la polizia greca ha catturato due noti anarchici, Alfredo Maria Bonanno e Christos Stratigopoulos, attivi su base internazionale.
Il 5 maggio 2010, nel corso di ulteriori contestazioni contro il governo greco, incapace di frenare gli effetti della crisi economica mondiale con riferimento al proprio paese, il lancio di molotov in una banca da parte degli anarcoinsurrezionalisti ha provocato la morte di tre persone che ivi si erano rifugiate per sottrarsi agli scontri.
Il 15 gennaio 2011 la polizia greca ha dichiarato di aver sventato una serie di imminenti attentati da parte di un'organizzazione anarchica che agisce come cellula locale di una rete internazionale, di cui fanno parte anche gli anarchici della Federazione Anarchica Informale italiana, da non confondere con la Federazione Anarchica Italiana.
In conseguenza all'apertura dei procedimenti giudiziari contro i membri di questa rete, il 16 gennaio gli anarchici hanno attuato tre attentati incendiari ad Atene.

#### In Spagna

##### Attentato fallito a Francisco Franco
Gli anarchici Gogliardo Fiaschi, Luis Agustín Vicente, Josep Lluís Facerías e altri progettarono nel 1957 un attentato, già in fase avanzata, sventato da un'anonima soffiata, in cui doveva essere assassinato il dittatore Francisco Franco, tramite l'esplosione di una galleria riempita di esplosivo al plastico. Facerias fu ucciso dalla polizia, mentre Fiaschi e Vicente, catturati, subirono pene detentive di 17 e 21 anni.

##### Salvador Puig Antich
Salvador Puig Antich, anarchico e rapinatore, organizzò molte rapine a banche spagnole, l'ultima il 25 settembre 1973 a Barcellona. Insieme al suo amico Georg Michael Welzel venne infine arrestato, ma sotto il porticato di calle Gerona si scatenò una sparatoria che ebbe come conseguenza il ferimento in modo grave di Puig Antich. Ad avere la peggio fu però il subispettore Francisco Anguas Barragán, 23 anni, della Brigada Político Social, che rimase ucciso. Puig Antich fu incarcerato con l'accusa di aver esploso i colpi che avevano causato la morte del poliziotto. Fu giudicato e condannato a morte dal Consiglio di Guerra, in un'atmosfera resa ancora più pesante dal contemporaneo attentato costato la vita al primo ministro Luis Carrero Blanco. In tutta Europa furono organizzate manifestazioni per chiedere la commutazione della pena: si distinse tra le altre la richiesta di grazia fatta da papa Paolo VI, prima con una lettera a Francisco Franco, poi, in un estremo tentativo, con una telefonata a cui sembra che il Caudillo si rifiutò di rispondere. Il 2 marzo 1974 venne eseguita la condanna. Fu l'ultima persona condannata a morte in Spagna.

#### America meridionale

##### La resistenza contro Pinochet
Intorno alla metà degli anni '70 alcuni anarchici entrarono a far parte di vari gruppi clandestini, che alla fine di quella decade portò alla nascita delle Brigadas Populares, spesso affiancandosi quindi alla molto più presente guerriglia marxista nella lotta contro il regime di Augusto Pinochet, dopo il golpe cileno del 1973 in cui aveva perso la vita il presidente socialista Salvador Allende (in gioventù amico di anarchici come Juan De Marchi, e sotto il cui governo si erano organizzate anche alcune esperienze autogestionarie in senso libertario, seppur minoritarie).
All'inizio degli anni '80, l'anarchico Jose Ego Aguirre, riuscì, sostanzialmente da solo, a costituire un gruppo anarchico e libertario di resistenza armata al brutale regime, composto da circa 17 studenti; la piccola organizzazione fu individuata e i suoi militanti arrestati, ma tutti furono quindi rilasciati, ma non senza averli prima lungamente interrogati e torturati, in quanto non erano "marxisti", il principale gruppo da colpire nella repressione.
Altre realtà anarchiche si ritrovarono "ospiti" di gruppi comunisti, come il MIR e poi del FPMR (Fronte Patriottico Manuel Rodríguez, braccio armato del Partito Comunista del Cile fino al suo scioglimento nel 1987, che nel 1986 compì un attentato dinamitardo alla limousine presidenziale, con cui si andò molto vicino all'uccisione del dittatore). Le Università furono i luoghi in cui maggiormente l'anarchismo si diffuse, con giornali e opuscoli che diffondevano sia la resistenza pacifica e ideale, sia la propaganda del fatto.
Questi gruppi isolati non riuscirono a far crollare la dittatura di Pinochet, né a colpirla duramente, però posero le basi per la rinascita del movimento anarchico cileno subito dopo la fine del regime di Pinochet (avvenuta nel 1990).